# Spomenik žrtvam komunizma, Praga
Spomenik žrtvam komunizma (češko: Pomník obětem komunismu) je vrsta spominskih kipov v Pragi na Češkem, posvečenih v spomin na žrtve komunističnega obdobja med leti 1948 in 1989. Nahaja se ob vznožju hriba Petrřín, Újezd ali ulici v Mali Strani, območju Prage.
Spomenik prikazuje šest bronastih figur, ki se spuščajo po stopnicah. Prvi kip prikazuje človeka brez okončin, nato pa so kipi vedno bolj poškodovani in manjši. To prikazuje simboliko prizadetosti političnih zapornikov s strani komunizma.
Ob spomeniku je posvečen tudi bronasti trak, ki poteka vzdolž središča spomenika in prikazuje ocenjeno število tistih, ki jih je prizadel komunizem:
- 205.486 aretiranih

- 170.938 prisiljenih v izgnanstvo

- 4.500 umrlih v zaporu

- 327 ustreljenih, ki so poskušali pobegniti

- 248 javnih usmrtitev

Na bronasti plošči v bližini piše:
Spomenik žrtvam komunizma je posvečen vsem žrtvam, ne samo tistim, ki so bili zaprti in ubiti, ampak tudi tistim, ki jim je totalitarni despotizem uničil življenja. 
Spomenik je bil odprt in 22. maja 2002, posvetila pa sta ga lokalni svet in Konfederacija političnih zapornikov (KPV).